# Lapège
Lapège ist eine französische Gemeinde mit 18 Einwohnern (Stand 1. Januar 2022) im Département Ariège in der Region Okzitanien. Sie gehört zum Kanton Sabarthès und zum Arrondissement Foix. 
Sie grenzt im Nordwesten an Gourbit, im Norden an Génat, im Nordosten an Alliat und im Südosten an Capoulet-et-Junac, im Südwesten an Illier-et-Laramade und im Westen an Orus (Berührungspunkt).

## Bevölkerungsentwicklung

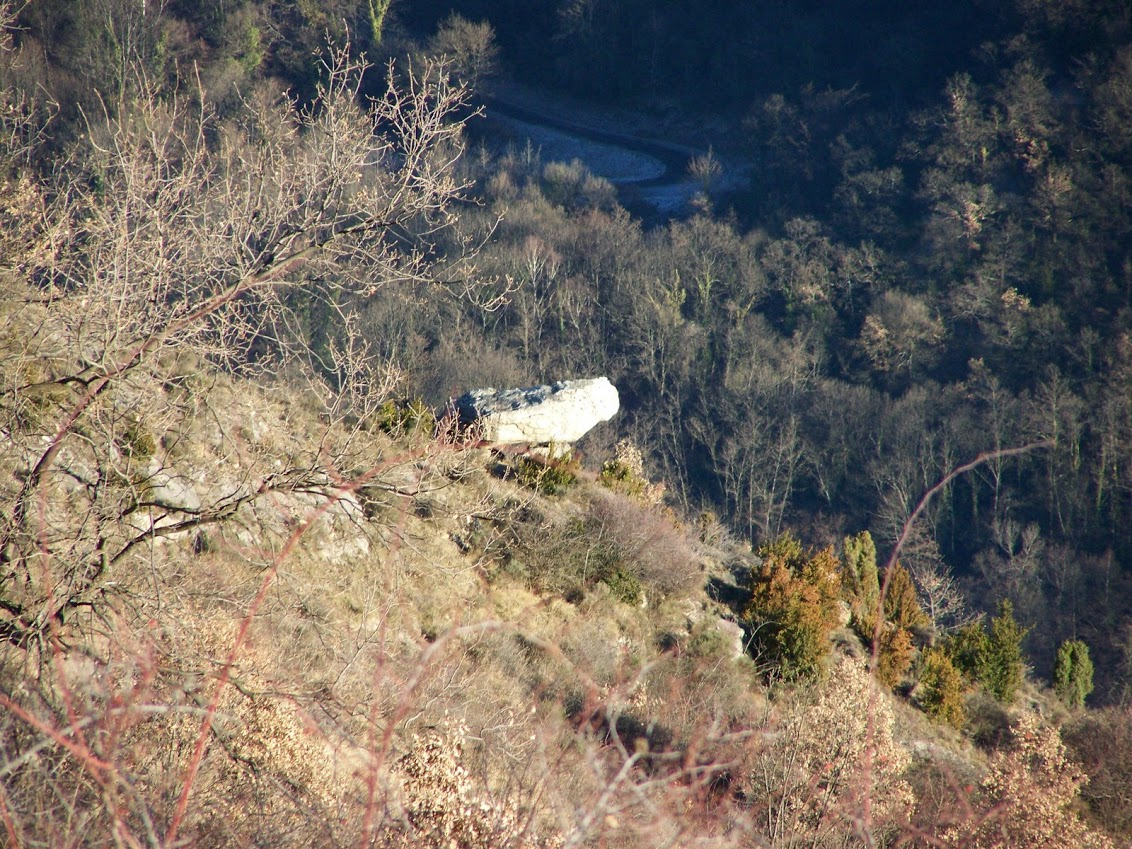
Dolmen in Lapège

| Jahr                       | 1962 | 1968 | 1975 | 1982 | 1990 | 1999 | 2008 | 2016 |
| -------------------------- | ---- | ---- | ---- | ---- | ---- | ---- | ---- | ---- |
| Einwohner                  | 125  | 84   | 92   | 63   | 46   | 34   | 28   | 29   |
| Quellen: Cassini und INSEE |      |      |      |      |      |      |      |      |